# Domeinakkerdorp
Een domeinakkerdorp is een nederzetting die ontstaan is als een groep boerderijen om een centraal gelegen herenhoeve, ook vroonhof geheten.
De vroonhof was omgeven door een omwald terrein, dat vaak een schildvorm had. Dit is soms nog terug te vinden in het stratenpatroon van het betreffende dorp.
Voorbeelden van domeinakkerdorpen zijn Tongelre, Bladel, Gilze en mogelijk Lennisheuvel.